# Sokratespriset
Sokratespriset är ett pris för folkbildare, som delats ut av Studieförbundet Vuxenskolan sedan 1967.
Sokratespriset ges till en person, i eller utom Sverige, som utfört en betydande insats för folkupplysningen utifrån ideell grund. Prissumman är 50 000 kronor.

## Pristagare
- 1967 – Elise Ottesen-Jensen
- 1968 – Georg Borgström
- 1969 – Konrad Lorenz
- 1970 – Danilo Dolci
- 1971 – Barbro Johansson
- 1972 – Rolf Edberg
- 1973 – Sigfrid Leander
- 1974 – Mikis Theodorakis
- 1975 – Erich Jacoby
- 1976 – Karin Westman-Berg
- 1977 – Israel Ruong
- 1978 – Lis Asklund
- 1979 – Rudolf Broby-Johansen
- 1980 – Torgny Segerstedt
- 1981 – Elsa Olenius
- 1982 – Inga Thorsson
- 1983 – Ewert Karlsson
- 1984 – Alf Henrikson
- 1985 – Carl-Herman Tillhagen
- 1986 – Ingrid Segerstedt-Wiberg
- 1987 – Erica Simon
- 1988 – Carl-Göran Ekerwald
- 1990 – Johan Galtung
- 1992 – Peter Nobel
- 1994 – Vigdis Finnbogadottir
- 1996 – Madeleine Grive
- 1999 – Göran Rosenberg
- 2001 – Peter Englund
- 2003 – Nalin Pekgul och Kurdo Baksi
- 2005 – Bengt af Klintberg
- 2007 – Gro Harlem Brundtland
- 2009 – Marie Nisser och Anders Johnson
- 2011 – Kerstin Ekman
- 2013 – K.G. Hammar
- 2015 – Barbro Westerholm
- 2017 – Olle Edelholm och Allan Sundqvist
- 2019 – Hédi Fried och Emerich Roth
- 2021 – Lars Lerin
- 2023 – Annie Lööf